# 모종삽

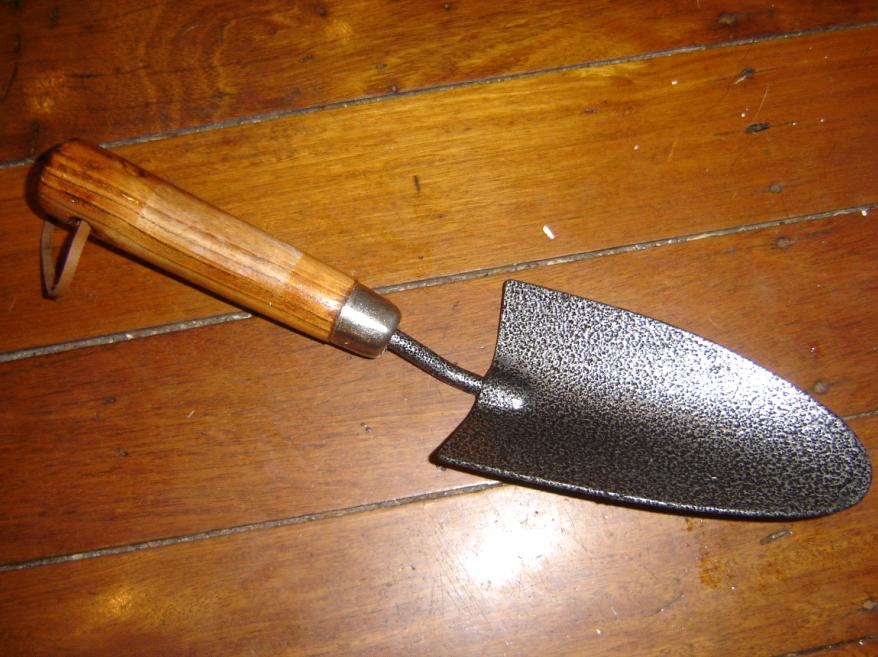

모종삽(-種-, trowel)은 식물을 뿌리째 캐내기 위해 사용되는 삽이다. 땅이 굳고 뿌리가 뒤엉켜 있는 경우에는 화석해머가 편리하다. 화석해머는 소형 곡괭이나 피켈과 같은 모양으로 되어 있다. 모종삽은 쇠로 만든 것이 대부분인데, 플라스틱으로 만든 것도 많이 쓰이고 있다.

## 참고 문헌
- 이 문서에는 다음커뮤니케이션(현 카카오)에서 GFDL 또는 CC-SA 라이선스로 배포한 글로벌 세계대백과사전의 "모종삽" 항목을 기초로 작성된 글이 포함되어 있습니다.

## 같이 보기
- 구나이